# Frontière(s)
Pour les articles homonymes, voir Frontière (homonymie).
Pour plus de détails, voir Fiche technique et Distribution.

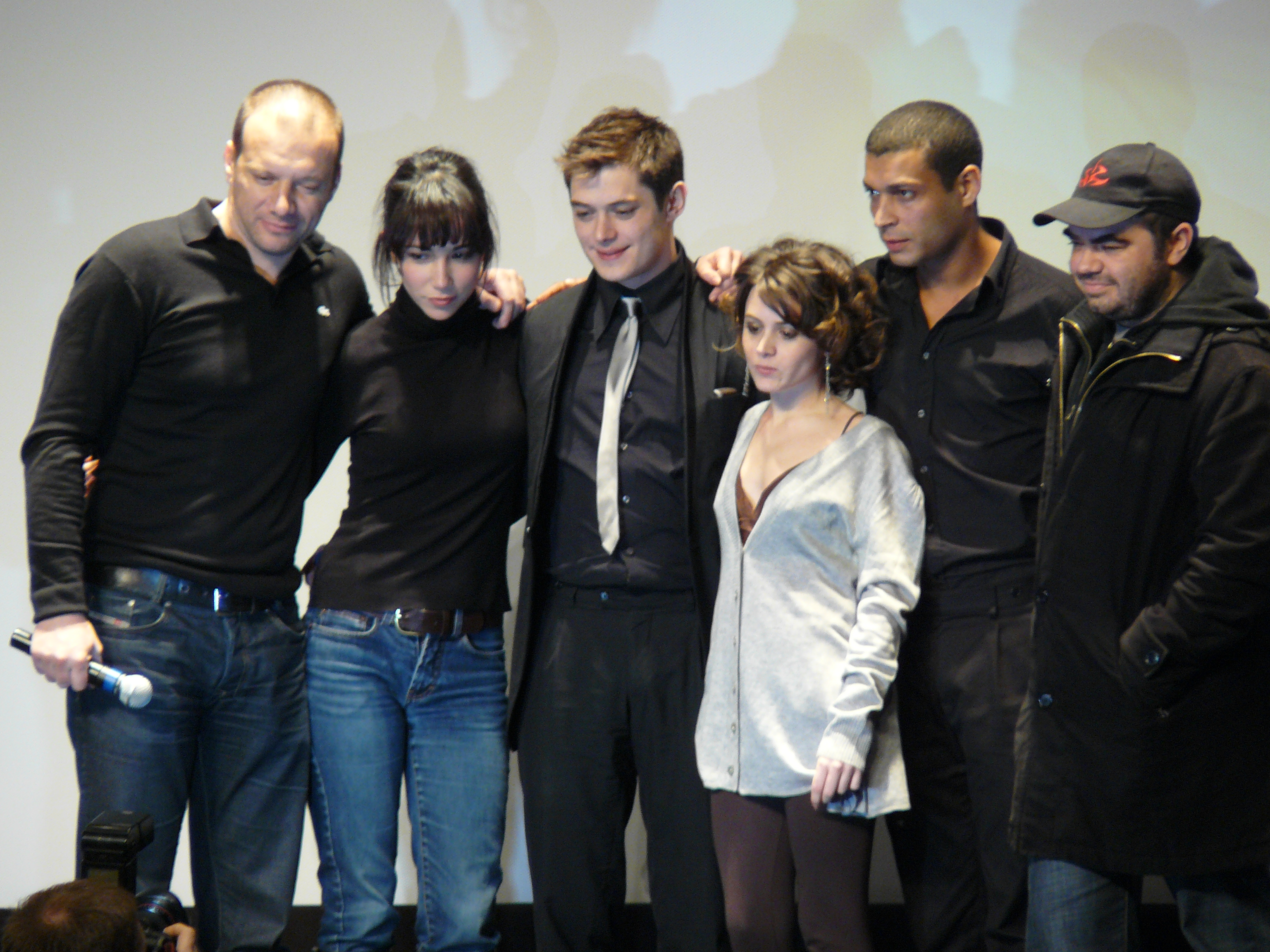
L'équipe du film lors du festival Fantastic'Arts 2008.

Frontière(s) est un film d'horreur français de genre slasher réalisé par Xavier Gens, sorti en 2007.

## Synopsis
La France vient de voir l'arrivée de l'extrême droite au second tour de l’élection présidentielle, des émeutes éclatent, notamment dans la banlieue parisienne. Une bande de jeunes, venant de récupérer une grosse somme d'argent après un cambriolage qui a mal tourné, décident de partir se réfugier à Amsterdam. Pour ce faire, ils font d'abord une étape près de la frontière luxembourgeoise dans une pension perdue en pleine forêt, se révélant être tenue par une famille qui cherche à les massacrer. Alors qu'ils croyaient avoir échappé au pire, les quatre adolescents vont devoir dépasser la douleur absolue et dépasser la « frontière » de l'horreur la plus extrême.

## Fiche technique
- Titre : Frontière(s)
- Réalisation : Xavier Gens
- Scénario : Xavier Gens
- Production : Luc Besson, Hubert Brault, Eric Garoyan, Rodolphe Guglielmi, Bertrand Ledélézir, Noël Muracciole, Frederic Ovcaric, Teddy Percherancier et Laurent Tolleron
- Budget : 2,20 millions d'euros
- Sociétés de production : Cartel Productions, BR Films, EuropaCorp et Pacific Films
- Société de distribution : EuropaCorp Distribution (France)
- Musique : Jean-Pierre Taïeb
- Photographie : Laurent Barès
- Montage : Carlo Rizzo
- Décors : Jérémy Streliski
- Costumes : Eléonore Dominguez
- Distribution : EuropaCorp Distribution
- Langue : français
- Pays d'origine :  France
- Format : couleur - 2,35:1 - Dolby Digital - 35 mm
- Genres : horreur, thriller
- Durée : 108 minutes
- Dates de sortie : 1er juillet 2007 (festival d'Agde), 7 septembre 2007 (festival de Toronto) 23 janvier 2008 (France), 5 avril 2008 (festival de Bruxelles)
- Interdiction :
  -  France : Interdit aux moins de 16 ans avec avertissement.

## Distribution

### Acteurs principaux
- Karina Testa : Yasmine
- Samuel Le Bihan : Goëtz
- Estelle Lefébure : Gilberte
- Aurélien Wiik : Alex
- David Saracino : Tom
- Chems Dahmani : Farid
- Maud Forget : Eva
- Amélie Daure (it) : Klaudia
- Rosine Favey : la mère
- Adel Bencherif : Sami
- Joël Lefrançois : Hans
- Patrick Ligardes : Carl
- Jean-Pierre Jorris : Von Geisler

### Acteurs secondaires
- Stéphane Jacquot : le policier
- Christine Culerier : l'infirmière des urgences
- Hervé Berty : Jean-Jacques, l'agent de sécurité de l'hôpital
- Jean-Jérôme Bertolus : le journaliste télé
- Antoine Coesens : l'homme politique
- Sandra Dorcet : la femme emballée
- Henri-Pierre Plais, Maiko Vuillod et Patrick Vigne : les enfants aveugles